# Nu är pappa trött igen
Nu är pappa trött igen är en svensk komedi- och dramafilm från 1996 med regi och manus av Marie-Louise Ekman. I rollerna ses bland andra Gösta Ekman, Chatarina Larsson och Rebecka Hemse.

## Om filmen
Inspelningen ägde rum 1995 i Stockholm på Konradsbergs sjukhus samt i SF:s ateljéer i Kungens kurva. Producent var Peter Gustafsson, kompositör Benny Andersson och fotograf Peter Mokrosinski. Filmen premiärvisades den 30 augusti 1996 på flera biografer runt om i Sverige. Den gavs ut på video 1997 och har även visats två gånger av Sveriges Television.
Filmen fick ett i huvudsak gott bemötande i pressen, även om vissa recensenter ansåg att filmen bitvis var monoton. För sina skådespelarinsatser blev Gösta Ekman och Chatarina Larsson 1997 nominerade till varsin Guldbagge i kategorierna "Bästa skådespelare" respektive "Bästa kvinnliga biroll".

## Handling
Herr Khopp läggs starkt berusad in på ett sjukhus.

## Rollista
- Gösta Ekman	– pappa, herr Khopp
- Chatarina Larsson	– mamma
- Rebecka Hemse – dottern
- Marika Lagercrantz – den andra frun
- Örjan Ramberg – källarmästaren
- Rolf Skoglund – den ryckige mannen
- Keve Hjelm – restaurangchefen
- Lena Söderblom – sjuksköterskan
- Lakke Magnusson – generaldirektören
- Lovisa Bergenstråhle – systern
- Ulla-Britt Norrman-Olsson	– servitrisen
- Mira Mandoki – den lilla flickan